# Convariëteit
In de plantkunde is convariëteit een taxonomische rang lager dan soort, die tussen ondersoort en  variëteit in staat. De standaard afkorting is conv.; in lopende tekst wordt van 'convar' gesproken.
Dit taxon wordt alleen gebruikt om cultuurplanten te beschrijven.
Het taxon werd in 1952 geïntroduceerd in de International Code of Botanical Nomenclature (ICBN), maar werd niet overgenomen in latere edities van de Code. De International Code of Nomenclature for Cultivated Plants (ICNCP) nam het taxon in 1953 over van de ICBN, maar schafte het in 1995 af, samen met andere taxa zoals "variëteit" en "type", en verving die termen door de cultivar-groep. De term convar wordt nog gebruikt, maar is verouderd.
Voorbeelden:
- Zea mays convar. saccharata (suikermaïs)
- Brassica oleracea convar. acephala var. laciniata (boerenkool))